# 奥利维亚·库克
奥利维亚·凯特·库克（1993年12月27日—）是一名英国女演员。2013年至2017年期间，她在A&E电视台出品的恐怖电视连续剧《贝茨旅馆》中饰演艾玛·戴寇迪一角。2014年開始跨足電影，演出了《死寂亡灵》、《信号》、《我和厄尔以及将死的女孩》、《一級玩家》及《金属之声》等電影。

## 早年经历
库克出生并成长于大曼彻斯特郡奥尔德姆。她的父亲约翰·库克是一位退役警官，母亲林赛是一位销售代理。她还有一个妹妹名叫埃丽诺。库克年幼时，父母离异，之后她和妹妹跟随母亲生活。库克高中就读于罗伊顿克朗普顿中学，后在奥尔德姆预科学校学习戏剧表演，在取得毕业证书前退学并出演了电视连续剧《黑暗救赎》。
库克曾在青少年时期学过芭蕾舞与体操。8岁起，她便在家乡的课后戏剧活动奥尔德姆戏剧研习会中参与表演。在很长的一段时间内，她都只在研习会中作为群众演员出演，直到17岁时，她才在奥尔德姆预科学校出品的《西区故事》中出演了女主角玛利亚。而这之后，她才第一次也是最后一次在奥尔德姆戏剧研习会改编的《灰姑娘》音乐剧版本中担任了主角。
在14岁时，库克在曼彻斯特结识了她的第一位经纪人，并在此后接拍了一系列宣传广告。2012年，她出现在单向乐队的“Autumn Term”巡演音乐录影带中，饰演一名骑在哈里·斯泰尔斯肩上的学生。在参加这个角色的试镜时，库克通过表演吐談而吸引了制作人的注意。虽然库克的经纪人以她已经开始演艺工作为由，对她去戏剧学院进修多加劝阻，然而库克还是执意申请皇家戏剧艺术学院。最终她进入到了最后一轮面试，然而最终并未被录取。

## 职业生涯

### 2012年-2013年：演艺生涯的开始
在奥尔德姆戏剧研习会表演后，在库克经纪公司隔壁工作的选角导演比佛利·基奥主动为她争取了多个电视剧角色。库克在2012年BBC出品的两集迷你剧《黑暗救赎》和《鬼宅秘闻》中，分别饰演了克里斯托弗·埃克莱斯顿的女儿以及20世纪40年代一位孤儿院的年轻教师。库克说，相比起舞台表演，参演电视剧更舒服，因为在舞台上往往要求将动作夸张放大，而这会使她十分尴尬。尽管是初出茅庐，库克还是从众多欧洲演员中脱颖而出，在《死寂亡灵》激烈的选角竞争中成功突围。
2012年，在拍摄完《死寂亡灵》后，库克结识了她在洛杉矶的经纪人。在阅读了A&E电视台出品的《惊魂记》前传电视剧《贝茨旅馆》的角色设定后，她向电视台寄送了试镜艾玛·德寇蒂一角的录影带。三周后，库克得到了艾玛一角，这也是她飾演的第一个美国人角色。最初制作人将艾玛设定为曼彻斯特人，来弥补库克的口音问题，库克对此十分沮丧。但后来在精通美式口音，同为英国演员的弗雷迪·海默的帮助下，库克成功克服了口音问题，并从此常被人误认做美国演员。库克也在艾玛虚构的博客上发布了数段剧集相关短片。

### 2014年至今
库克出演的第二部长篇电影《信号》成为了2014年圣丹斯电影节的开幕电影。片中，她与布伦顿·思韦茨、劳伦斯·菲什伯恩合作，影片讲述库克饰演的海莉·彼得森——一位从麻省理工学院转学到加州理工学院的美国学生，在与男友和好友追踪一位黑客的途中遭遇各种离奇事件的故事。2014年10月，库克领衔出演了由孩之宝的同名桌面游戏改编的电影《死亡占卜》。由库克饰演的主人公莱尼·莫里斯几乎贯穿了全片。影片讲述了一群青少年试图通过通灵板联络已故的好友，最终却意外唤醒恶灵的故事。尽管电影口碑不佳，但却在全球收获了1.025亿美元的票房。
随后，库克出演了剧情片《我和厄尔以及将死的女孩》。影片改编自杰西·安德鲁斯的同名成长纪事小说，为了饰演与白血病抗争的女主角，库克剃掉了自己的头发。影片在圣丹斯电影节首映，并同时获得电影节评审团和观众评选奖项。同是在2015年，库克在动画剧《斧子警察》中的一集为尼斯湖水怪配音，而这一集也是由《我和厄尔以及将死的女孩》的主演之一尼克·奥弗曼编剧创作。
在2018年3月上映，由斯蒂芬·斯皮尔伯格导演的科幻电影《头号玩家》中，库克饰演了女主角阿尔忒弥斯。她也将与奥斯卡·伊萨克、奥利维亚·王尔德和塞缪尔·杰克逊共同出演丹·福吉尔曼导演的剧情片《生命中的美好意外》。
库克与里兹·阿迈德共同出演剧情片《金属之声》，影片于2019年9月6日在2019年多倫多國際影展首映。同年在Amazon Prime Video浪漫喜剧选剧《摩登情愛》扮演流浪孕妇卡拉。

## 个人生活
库克定居在纽约。她与《我和厄尔以及将死的女孩》的托马斯·曼以及《贝茨旅馆》的弗雷迪·海默和妮寇拉·佩兹都是十分亲密的好友。
2014年，库克为了支持救助儿童会参演了宝格丽的系列广告。在纽约住了四年后，她于2020年1月移居伦敦。

## 影视作品

### 电影
| 年份 | 譯名標題                   | 原名標題                       | 角色                                             | 备注       |
| ---- | -------------------------- | ------------------------------ | ------------------------------------------------ | ---------- |
| 2014 | 《卢比之肤》               | Ruby's Skin                    | 卢比 Ruby                                        | 短片       |
| 2014 | 《死寂亡灵》               | The Quiet Ones                 | 简·哈珀 Jane Harper                              |            |
| 2014 | 《信号》                   | The Signal                     | 海莉·彼得森 Haley Peterson                       |            |
| 2014 | 《碟仙》                   | Ouija                          | 莱尼·莫里斯 Laine Morris                         |            |
| 2015 | 《我和厄尔以及将死的女孩》 | Me and Earl and the Dying Girl | 蕾切尔·库什纳 Rachel Kushner                     |            |
| 2016 | 《莱姆豪斯的杀人魔》       | The Limehouse Golem            | 利兹·科瑞 Lizzie Cree                            |            |
| 2016 | 《凯蒂的道别》             | Katie Says Goodbye             | 凯蒂 Katie                                       |            |
| 2017 | 《良种动物》               | Thoroughbreds                  | 阿曼达 Amanda                                    |            |
| 2017 | -                          | Follow the Roses               | Angie                                            | 短片       |
| 2018 | 《一級玩家》               | Ready Player One               | 萨曼莎·库克 / 阿尔忒弥斯 Samantha Cook / Art3mis |            |
| 2018 | 《生命中的美好意外》       | Life Itself                    | Dylan                                            |            |
| 2019 | 《金属之声》               | Sound of Metal                 | 露·伯格 Lou Berger                               |            |
| 2020 | 《皮茜》                   | Pixie                          | 皮格茜·奥布莱恩 Pixie O' Brien                   |            |
| 2021 | 《小鱼》                   | Little Fish                    | 艾玛 Emma                                        |            |
| 2021 | 《裸奇点》                 | Naked Singularity              | 莉亚 Lea                                         | 后期制作中 |

### 电视剧
| 年份      | 譯名標題     | 原名標題                    | 角色                            | 备注                                 |
| --------- | ------------ | --------------------------- | ------------------------------- | ------------------------------------ |
| 2012      | 《黑暗救赎》 | Blackout                    | 麦格·蒂莫埃斯 Meg Demoys        | 共出演3集                            |
| 2012      | 《鬼宅秘闻》 | The Secret of Crickley Hall | 南希·林妮特 Nancy Linnet        | 共出演3集                            |
| 2013–2017 | 《貝茲旅館》 | Bates Motel                 | 艾瑪·戴寇迪 Emma Decody         | 主要角色；共出演44集                 |
| 2015      | 《斧子警察》 | Axe Cop                     | 尼斯湖水怪                      | 动画配音；出演“夜间行动：灭绝者”一集 |
| 2018      | 《名利场》   | Vanity Fair                 | 貝基·夏普                       | 主要角色；共出演7集                  |
| 2019      | 《摩登情愛》 | Modern Love                 | 卡拉 Karla                      | 共出演2集                            |
| 2022      | 《龍族前傳》 | House of Dragon             | 艾莉森·海塔尔 Alicent Hightower | 主要角色                             |
| 2022      | 《流人》     | Slow Horses                 | Sid Baker                       |                                      |

### 音乐录影带
| 年份 | 歌名          | 角色 | 歌手     | 备注                                                        |
| ---- | ------------- | ---- | -------- | ----------------------------------------------------------- |
| 2012 | "Autumn Term" | 学生 | 单向组合 | 收录于《彻夜难眠：巡演》（Up All Night: The Live Tour）专辑 |

## 获奖及提名
| 年份 | 评奖机构                                            | 奖项                                                | 作品                       | 结果   | 参考资料 |
| ---- | --------------------------------------------------- | --------------------------------------------------- | -------------------------- | ------ | -------- |
| 2014 | 诡异恐怖电影节（Eerie Horror Film Festival Awards） | 最佳女演员                                          | 《卢比之肤》               | 獲獎   | [ 36 ]   |
| 2014 | 《环球银幕》杂志                                    | 英国明日之星                                        | 本人                       | 獲獎   | [ 37 ]   |
| 2015 | 《疯哥利亚》杂志电锯奖                              | 最佳女配角                                          | 《死寂亡灵》               | 第三名 | [ 38 ]   |
| 2015 | 圣迭戈影评人协会                                    | 最佳女配角                                          | 《我和厄尔以及将死的女孩》 | 提名   | [ 39 ]   |
| 2015 | 女性形象网大奖                                      | 最佳女演员                                          | 《我和厄尔以及将死的女孩》 | 提名   | [ 40 ]   |
| 2016 | 帝国奖                                              | 最佳女性新人                                        | 《我和厄尔以及将死的女孩》 | 提名   | [ 41 ]   |
| 2017 | 曼彻斯特电影节                                      | 电影节奖项-最佳女演员                               | 《凯蒂的道别》             | 獲獎   | [ 42 ]   |
| 2017 | 新港滩电影节                                        | 评审团奖-最佳女演员                                 | 《凯蒂的道别》             | 獲獎   | [ 43 ]   |
| 2018 | MTV影視大獎                                         | 最佳接吻 （与泰·謝里丹）                            | 《一級玩家》               | 提名   | [ 44 ]   |
| 2018 | MTV影視大獎                                         | 最佳搭檔 （与泰·謝里丹、趙家正、森崎溫和莉娜·怀特） | 《一級玩家》               | 提名   | [ 44 ]   |
| 2018 | 青少年选择奖                                        | 科幻片女主角选择奖                                  | 《一級玩家》               | 提名   | [ 45 ]   |
| 2018 | 青少年选择奖                                        | 最佳突破电影演员                                    | 《一級玩家》               | 提名   | [ 45 ]   |
| 2020 | 聖地牙哥影評人協會                                  | 最佳女配角                                          | 《金属之声》               | 提名   | [ 46 ]   |